# All That Jazz (Beverly Hills, 90210)
All That Jazz is de achtentwintigste aflevering van het zevende seizoen van het tienerdrama Beverly Hills, 90210, die voor het eerst werd uitgezonden op 30 april 1997.

## Verhaal
Donna heeft de laatste tijd hard gewerkt aan een presentatie voor de klas over een ondernemingsplan voor een sportlijn. De professor geeft Donna het gevoel dat ze er nog lang niet klaar voor is. David wil haar meenemen naar New Orleans, omdat hij daar een afspraak heeft met een zangeres. Donna is er niet gerust op vanwege haar presentatie, maar besluit toch om mee te gaan. Ze vinden het daar prachtig en genieten met volle teugen. David hoopt geluk te hebben die nacht in deze betoverende omgeving en legt zijn condoom alvast klaar, maar zoals altijd vangt hij bot. De volgende morgen verslapen ze zich en Donna schiet in paniek, omdat ze nu niet op tijd kan zijn voor haar presentatie. Ze komt te laat terug op de universiteit en krijgt meteen verwijten van haar professor dat ze te weinig energie in de les steekt en nu zal zakken op dit vak.
Kelly wordt wakker in het bed van Brandon en ze voelt zich ziek. Brandon wil haar verzorgen en zegt tegen haar dat ze rust moet houden. Later ziet Brandon dat Valerie ook ziek is en eist dat ze ook naar bed gaat en hij gaat de twee dames verzorgen. Hij gaat naar de apotheek om geneesmiddelen te halen. Hij is bang dat de dames elkaar in de haren zullen vliegen en probeert de vrede te bewaren. Als Brandon ’s avonds weg moet, waarschuwt hij de dames om elkaar met rust te laten. Later stapt Valerie op Kelly af en wil praten over het feit waarom ze boos is op Kelly. Kelly weet niet waar ze het over heeft en wil dat ze dit zegt. Volgens Valerie is Kelly de oorzaak dat Brandon in het verleden niets met Valerie wilde beginnen. En dan wordt het duidelijk dat ze allebei een andere visie hebben op het gebeuren in het verleden en ze komen er nog niet uit. De volgende dag voelen de dames zich weer een stuk beter. Brandon staat in de keuken te praten met Valerie en hij hoort van haar dat Kelly naar New York gaat om daar te studeren, dit stond tenminste in haar dagboek. Brandon weet niet wat hij hiermee aan moet en confronteert Kelly hiermee. Zij vertelt dat dit een idee was, maar dat ze nu hier wil blijven. Valerie gaat weer naar haar club en daar ontmoet ze Derek Driscoll, die zich voorstelt als een agent van Taylor investments (vader van Kelly). Valerie heeft hiernaartoe gebeld voor advies voor beleggen. Zij is teleurgesteld dat Bill Taylor zelf niet is gekomen, maar ze raakt toch gecharmeerd van hem.
Samantha, de moeder van Steve, komt naar de stad om een prijs in ontvangst te nemen en Milton is heel blij om haar weer te zien. Milton klaagt wel tegen Clare dat hij niets meer van haar heeft gehoord na hun laatste ontmoeting. Maar als ze elkaar weer zien op de prijsuitreiking is hij weer gerust, totdat hij merkt dat zij hem volkomen negeert. Hij zit maar een beetje voor zich uit te kijken en Clare begint zich zorgen te maken en eist dat Steve zijn moeder tot de orde roept. Steve vindt dat Milton en zijn moeder oud en wijs genoeg zijn om dit zelf op te lossen. Op het einde van het feest gaat Samantha eindelijk naar Milton, maar vertelt hem dat zij meteen weg moet voor andere verplichtingen. Milton wordt nu een beetje boos en vertelt haar de waarheid. Het lijkt erop dat hun relatie afgelopen is en dit maakt Clare ook boos, vooral op Steve omdat het zijn moeder is. Als Clare en Steve weer thuis zijn, gaat Clare erover door tot ergernis van Steve.

## Rolverdeling
- Jason Priestley - Brandon Walsh
- Jennie Garth - Kelly Taylor
- Ian Ziering - Steve Sanders
- Brian Austin Green - David Silver
- Tori Spelling - Donna Martin
- Tiffani Thiessen - Valerie Malone
- Joe E. Tata - Nat Bussichio
- Kathleen Robertson - Clare Arnold
- Christine Belford - Samantha Sanders
- Nicholas Pryor - Milton Arnold
- Julie Nathanson - Ellen Fogerty
- Olivia Brown - Professor Langely
- Corin Nemec - Derek Driscoll